# 深澳建筑群
深澳建筑群，位于中华人民共和国浙江省杭州市桐庐县江南镇，是浙江省省级文物保护单位之一。
2017年1月19日，深澳建筑群被列入第七批浙江省文物保护单位，该文物保护单位是一座古建筑。